# МіГ-9
МіГ-9 (рос. МиГ-9; за класифікацією НАТО: Fargo; спочатку — Type 1) — перший серійний радянський винищувач з турбореактивним двигуном. Був створений після Другої світової війни. Розроблений МіГ (компанія), зробив перший політ 24 квітня 1946 року. Серійно вироблявся у 1946–1948 роках і експортувався у Китай.

## Історія
У кінці Другої Світової війни в Радянському союзі активізувалися роботи зі створенню реактивної техніки. Чотири конструкторські бюро — Мікояна, Яковлева, Лавочкіна і Сухого отримали завдання уряду і розпочали розроблення реактивних винищувачів.
Авіапромисловість Радянського Союзу не мала власного реактивного двигуна. Перші радянські реактивні літаки проєктувалися під трофейні німецькі авіадвигуни Юнкерс ЮМО-004 і BMW-003A, які були скопійовані і випущені обмеженою серією в СРСР. До 1945 в Німеччині, США і Англії вже були розроблені, впроваджені в серійне виробництво і експлуатувалися перші моделі реактивної техніки. Радянським конструкторам і виробникам потрібно було в найкоротші терміни скоротити серйозне відставання в данній області.
В ДКБ Мікояна і Гуревича розроблялося два проєкта реактивного винищувача — І-260 та І-300 із оснащенням двигуном БМВ-003А.
Бойовий літак І-260, мав компоновку, що копіювала німецький серійний винищувач Люфтваффе Messerschmitt Me 262 — два двигуна розташовувалися під крилом.
Бойовий літак І-300 мав «реданну схему» — силова установка розміщувалася в фюзеляжі.
Згодом від дводвигунного прототипа І-260 відмовились і прийняли другий проєкт. Прототип І-300 після доопрацювання був впроваджений в серійне виробництво і прийнятий на озброєння з назвою МіГ-9.
Дводвигунний реактивний винищувач МіГ-9 став першим радянським винищувачем з турбореактивним двигуном, котрий піднявся в повітря. В той же день пройшли літні випробування конкурента — реактивного винищувача Як-15. Бойовий однодвигунний реактивний літак-винищувач ДКБ Олександра Яковлева Як-15 і Як-17, а також літак ДКБ Мікояна та Гуревича МіГ-9 стали так званими «перехідними типами винищувачів» — це перші радянські серійні реактивні винищувачі, які мали планер, подібний до планера поршневих бойових літаків Другої Світової війни.
Бойові літаки Як-15, Як-17 і МіГ-9 випускалися серійно і перебували на озброєнні ВПС СРСР.

## Тактико-технічні характеристики

Схема літака.

Приведені дані державних випробувань модифікації МіГ-9 Ф-3.

### Технічні характеристики
- Екіпаж: Один
- Довжина:9,75 м
- Розмах крила: 10,0 м
- Площа крила: 18,2 м²
- Профіль крила: ЦАГІ 1-А-10 — корінь крила, ЦАГІ 1-В-10 — закінцівка крила
- База шасі: 3,02 м
- Маса порожнього: 3533 кг
- Нормальна злітна маса: 4988 кг
- Маса палива у внутрішніх баках: 1298 кг
- Об'єм паливних баків: 1595 л
- Силова установка: 2 × ТРД РД-20
- Тяга: 2 × 7,8 кН (800 кгс)

### Льотні характеристики
- Максимальна швидкість:
  - біля землі: 864 км/г
  - на висоті 5000 м: 910 км/г
  - на висоті 10000 м: 853 км/г
- Практична дальність:
  - на висоті 1000 м: 430 км
  - на висоті 5000 м: 605 км
  - на висоті 10000 м: 800 км
- Тривалість польоту:
  - на висоті 1000 м: 45 хв
  - на висоті 5000 м: 1 год 4 хв
  - на висоті 8500 м: 1 год 21 хв
- Практична стеля: 13 500 м
- Швидкопідйомність:
  - біля землі: 22,0 м/с
  - на висоті 5000 м: 17,4 м/с
- Час набору висоти:
  - 5000 м за 4,3 хв
  - 10000 м за 10,8 хв
- Довжина розбігу: 950 м (при масі 4950 кг)
- Довжина пробігу: 1060 м (при масі 3760 кг)

### Озброєння
- Гармати:
  - 1 × 37 мм гармата НС-37[en] з 40 патр.
  - 2 × 23 мм гармати НС-23[en] з 80 патр. на ствол